# Dendrocerus pupparum
Dendrocerus pupparum är en stekelart som först beskrevs av Karl Henrik Boheman 1832.  Dendrocerus pupparum ingår i släktet Dendrocerus och familjen trefåresteklar. Arten är reproducerande i Sverige. Inga underarter finns listade i Catalogue of Life.